# Best Friend (serie televisiva)
Best Friend (ベストフレンド?, Besuto Furendo) è un dorama stagionale autunnale in 9 puntate di TV Asahi mandato in onda nel 1999: vede, in una delle sue prime apparizioni da attore, recitare Jin Akanishi.

## Trama
È la storia di una semplice e spontanea ragazza la quale ha sempre avuto come più grande desiderio, quello di diventare cantante ed avviar una carriera in tal senso. Dopo aver ottenuto il diploma, si reca a Tokyo nel tentativo di realizzare il suo sogno. Incontrerà in una fortunata occasione quello che si dimostrerà essere un'importante manager musicale.

## Episodi
| Nº | Giapponese 「Kanji」 - Rōmaji                                                                       | In onda          | In onda |
| Nº | Giapponese 「Kanji」 - Rōmaji                                                                       | Giapponese       |         |
| 1  | 「あなたが憎い！地獄の日々の始まり」 - Anata ga nikui! Jigoku no hibi no hajimari                   | 18 ottobre 1999  |         |
| 2  | 「素直でいい子…偽りの私」 - Sunaode ī ko... itsuwarino watashi                                      | 25 ottobre 1999  |         |
| 3  | 「バレた秘密！彼氏・イジメ・浮気…」 - Bareta himitsu! Kareshi ijime uwaki...                        | 1º novembre 1999 |         |
| 4  | 「サイテーの父親！暴かれた嘘！」 - Saitē no chichioya! Abaka reta uso!                              | 8 novembre 1999  |         |
| 5  | 「命がけの恋！なぜ私を抱かないの？」 - Inochigake no koi! Naze watashi o dakanai no?                | 15 novembre 1999 |         |
| 6  | 「もっと愛し合いたい！ママと私の涙！」 - Motto aishiaitai! Mama to watashi no namida!               | 22 novembre 1999 |         |
| 7  | 「私…死ぬの!?彼とずっと一緒にいたい」 - Watashi... shinu no!? Kare to zuttoisshoni itai             | 29 novembre 1999 |         |
| 8  | 「やっと見つけた恋…私まだ死にたくない」 - Yatto mitsuketa koi... watashi mada shinitakunai          | 6 dicembre 1999  |         |
| 9  | 「永遠の別れ…お願い！二人に奇跡を起こして」 - Eien no wakare... onegai! Futari ni kiseki o okoshite | 13 dicembre 1999 |         |